# Jugelnute
Jugelnute , divizija Indijanaca Kaiyuhkhotana naseljena na rijekama Shageluk i Innoko, Aljaska; populacija im je iznosila 150 1880. godine. 
Pripadala su im sela Anilukhtakpak, Inselnostlinde, Intenleiden, Khuligichakat, Kuingshtetakten, Kvigimpainagmute i Vagitchitchate. Ostali nazivi za njih su Ounagountchaguéliougïout, Shagelook, Shaglook, Chageluk settlements.